# San Leonardo (Ottaviano)
San Leonardo è una località dei comuni di Ottaviano e San Giuseppe Vesuviano, nella città metropolitana di Napoli, in Campania. Nota soprattutto per la presenza della Chiesa di San Leonardo eretta nel 1560 e divenuta parrocchia nel 1561, distrutta quasi interamente dopo l'eruzione del Vesuvio nel 1906 e poi ricostruita. Il territorio di San Leonardo si trova nella zona-sud del comune di Ottaviano e nella zona-nord del comune San Giuseppe, è attraversato interamente dalla via San Leonardo ed è presente la nota stazione di San Leonardo, della ferrovia circumvesuviana Napoli-Ottaviano-Sarno, inaugurata nel 1938.